# 野方町
野方町（のがたまち）は、かつて東京府豊多摩郡に存在した町。現在の東京都中野区北部に当たる地域。
1924年（大正13年）に町制施行することにより誕生した。なお、その前身となった野方村（のがたむら）についてもここで言及する。

## 地理
現在の地名において、新井、江原町、江古田、上鷺宮、上高田、鷺宮、白鷺、沼袋、野方、松が丘、丸山、大和町、若宮に相当する。

## 歴史

### 地名の由来
江戸時代に多摩郡と豊島郡の一部にあった多くの幕府直轄領と旗本の知行所とが入り混じった広い範囲を「野方領」と呼んだことから。現在の中野区を含み、板橋方面にまで達する範囲を指した。

### 沿革・年表
- 1878年（明治11年）11月2日：郡区町村編制法が施行され、多摩郡が4郡に分割され、東多摩郡が成立する。
- 1889年（明治22年）5月1日：町村制施行に伴い、江古田村・上高田村・新井村・上沼袋村・下沼袋村・上鷺宮村・下鷺宮村が合併し、東多摩郡野方村が発足する。
- 1896年（明治29年）4月1日：東多摩郡が南豊島郡と合併し、豊多摩郡となる。
- 1924年（大正13年）4月1日：野方村が町制を施行し、野方町となる。
- 1927年（昭和2年）4月19日：西武村山線（1952年から西武新宿線に改称）が開通する。
- 1932年（昭和7年）10月1日：東京市に編入して消滅し、中野町とともに中野区の一部となる。

### 町名の変遷
中野区成立時の町名改称は以下のとおり。
| 実施後       | 実施年月日    | 実施前                                     |
| ------------ | ------------- | ------------------------------------------ |
| 上高田一丁目 | 1932年10月1日 | 大字上高田字道南・新井前・道中             |
| 上高田二丁目 | 1932年10月1日 | 大字上高田字道北・北ノ原・氷川前・山下     |
| 新井薬師町   | 1932年10月1日 | 大字新井                                   |
| 江古田一丁目 | 1932年10月1日 | 大字江古田字東和田・東本村・南原・北原     |
| 江古田二丁目 | 1932年10月1日 | 大字江古田字下ノ原・上ノ原・北ノ原・西ノ原 |
| 江古田三丁目 | 1932年10月1日 | 大字江古田字寺山・本多                     |
| 江古田四丁目 | 1932年10月1日 | 大字江古田字丸山・徳殿・籠原・籠原窪       |
| 沼袋南一丁目 | 1932年10月1日 | 大字下沼袋字新橋・三谷・原大久保           |
| 沼袋南二丁目 | 1932年10月1日 | 大字上沼袋字新田・中通・西通               |
| 沼袋南三丁目 | 1932年10月1日 | 大字上沼袋字西原・北原・下ノ谷・川ノ北     |
| 沼袋北一丁目 | 1932年10月1日 | 大字下沼袋字大下・木村                     |
| 沼袋北二丁目 | 1932年10月1日 | 大字下沼袋字北原・中通                     |
| 鷺宮一丁目   | 1932年10月1日 | 大字下鷺宮字沼袋境・塚越・本村・大場       |
| 鷺宮二丁目   | 1932年10月1日 | 大字下鷺宮字宮前・原                       |
| 鷺宮三丁目   | 1932年10月1日 | 大字上鷺宮字籠原・御嶽前                   |
| 鷺宮四丁目   | 1932年10月1日 | 大字上鷺宮字中内出・槐戶・根ヶ原前         |
| 鷺宮五丁目   | 1932年10月1日 | 大字上鷺宮字北原・城山・北久保・中内       |
| 鷺宮六丁目   | 1932年10月1日 | 大字上鷺宮字西原・大境                     |

## 行政
町役場は、現在の野方WIZ・野方区民活動センター（中野区野方五丁目3-1）に所在した。

## 交通

### 鉄道路線
- 西武鉄道村山線（現・新宿線）
新井薬師前駅 - 沼袋駅 - 野方駅 - 鷺ノ宮駅
- 府立家政駅（現・都立家政駅）（西武新宿線）、新江古田駅（都営地下鉄大江戸線）は開業していなかった。

## 教育機関
- 日本ルーテル神学専門学校
- 野方町青年訓練所
- 野方農商公民学校
- 野方尋常高等小学校
- 野方東尋常小学校
- 野方西尋常小学校
- 野方第四尋常小学校
- 野方第五尋常小学校

## 名所・旧跡
- 新井薬師
- 東福寺
- 萬昌院功運寺 - 吉良上野介の墓がある。
- 願正寺
- 境妙寺
- 宝泉寺
- 蓮華寺
- 実相院
- 明治寺
- 哲学堂 - 井上円了が哲学館大学移転用地として購入したが、のちに公園として整備された。
- 法政大学中野グラウンド - 1919年-39年の間存在した野球場[5]。

## 関連書籍
- 高橋源一郎 『武蔵野歴史地理 第二冊』 武蔵野歴史地理学会、1929年
- 東京市臨時市域擴張部 『豊多摩郡野方町現状調査』 1931年